# Sergej Monja

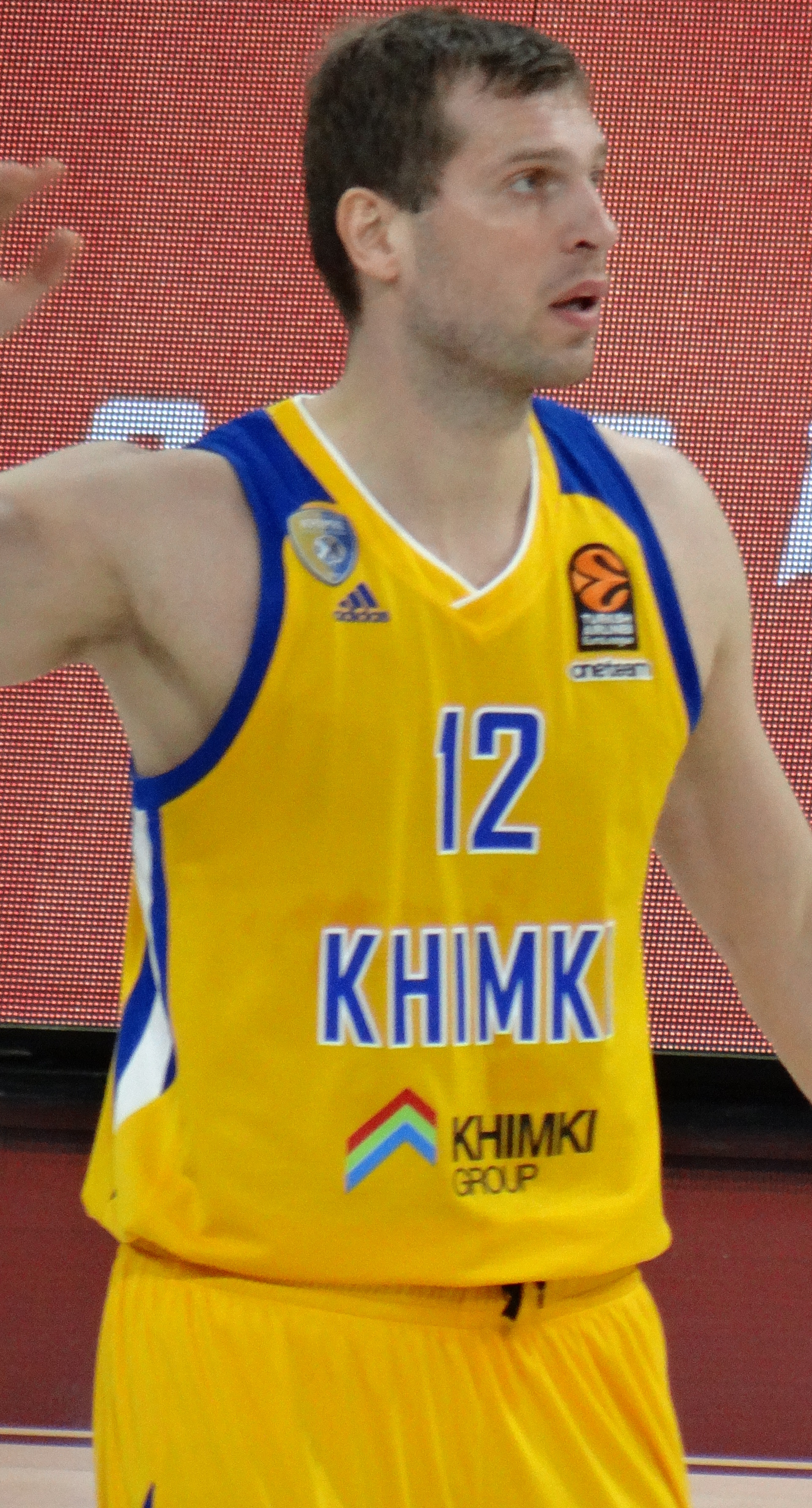

Sergej Monja (ryska: Сергей Александрович Моня), född den 15 april 1983 i Saratov, Ryssland, är en rysk basketspelare som tog OS-brons i herrbasket vid olympiska sommarspelen 2012 i London.